# Triglops xenostethus
Triglops xenostethus är en fiskart som beskrevs av Gilbert, 1896. Triglops xenostethus ingår i släktet Triglops och familjen simpor. Inga underarter finns listade i Catalogue of Life.